# Death and the Sculptor

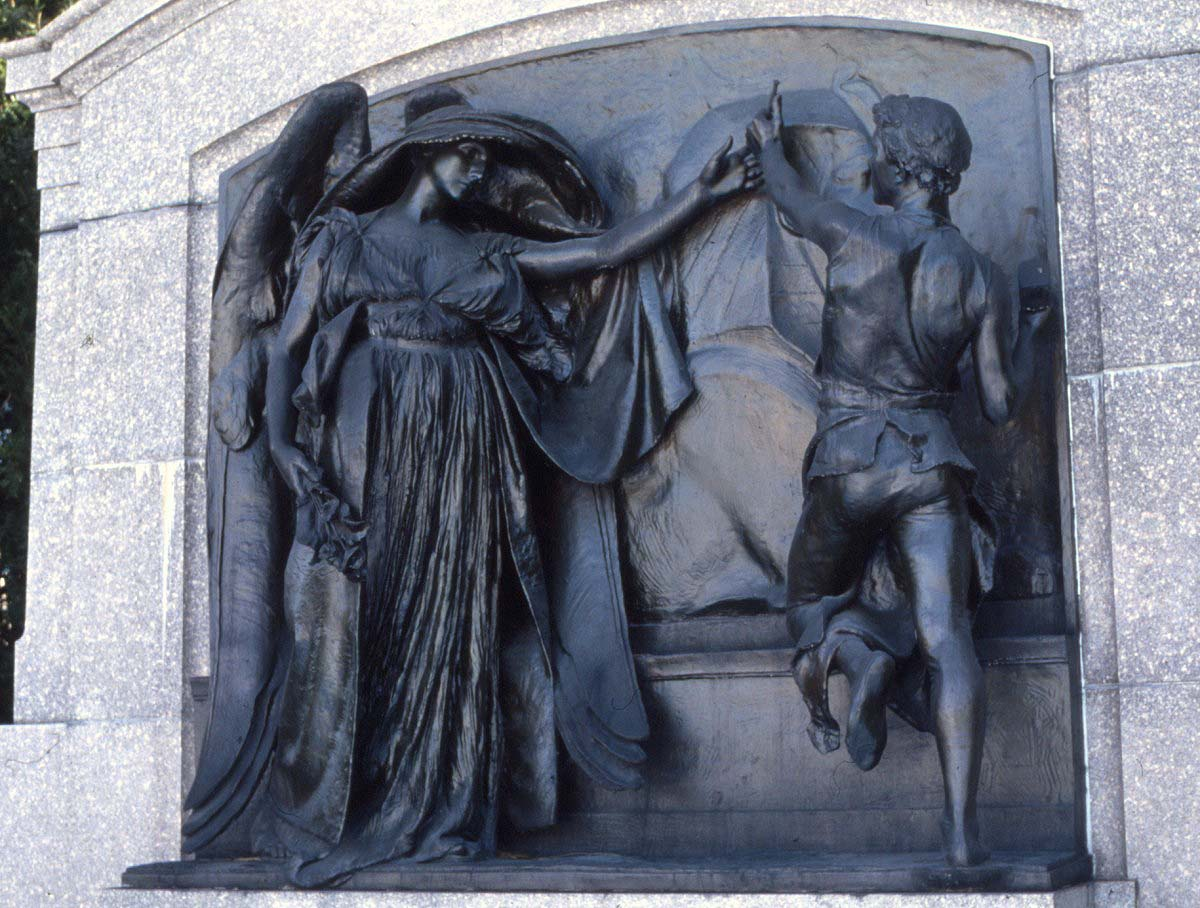
Bronze-Skulptur auf dem Forest-Hills-Friedhof

Death and the Sculptor (deutsch „Der Tod und der Bildhauer“), auch Milmore Memorial (deutsch „Milmore-Denkmal“) oder The Angel of Death and the Young Sculptor (deutsch „Der Todesengel und der junge Bildhauer“), ist eine Bronze-Skulptur. Sie befindet sich auf dem Forest-Hills-Friedhof in Boston.
Das Kunstwerk wurde von 1889 bis 1893 durch den amerikanischen Bildhauer Daniel Chester French (1850–1931) geschaffen und zeigt einen jungen Bildhauer bei der Arbeit an einem ägyptischen Relief, der Besuch vom Tod erhält. Er erscheint ihm in Gestalt einer jungen Frau.
Mit der linken Hand ergreift der Todesengel sanft die den Meißel führende Hand des Bildhauers und gebietet ihm so, seine Arbeit zu unterbrechen. In der rechten Hand hält der Engel Schlafmohn als Symbol des ewigen Schlafs.

## Geschichte

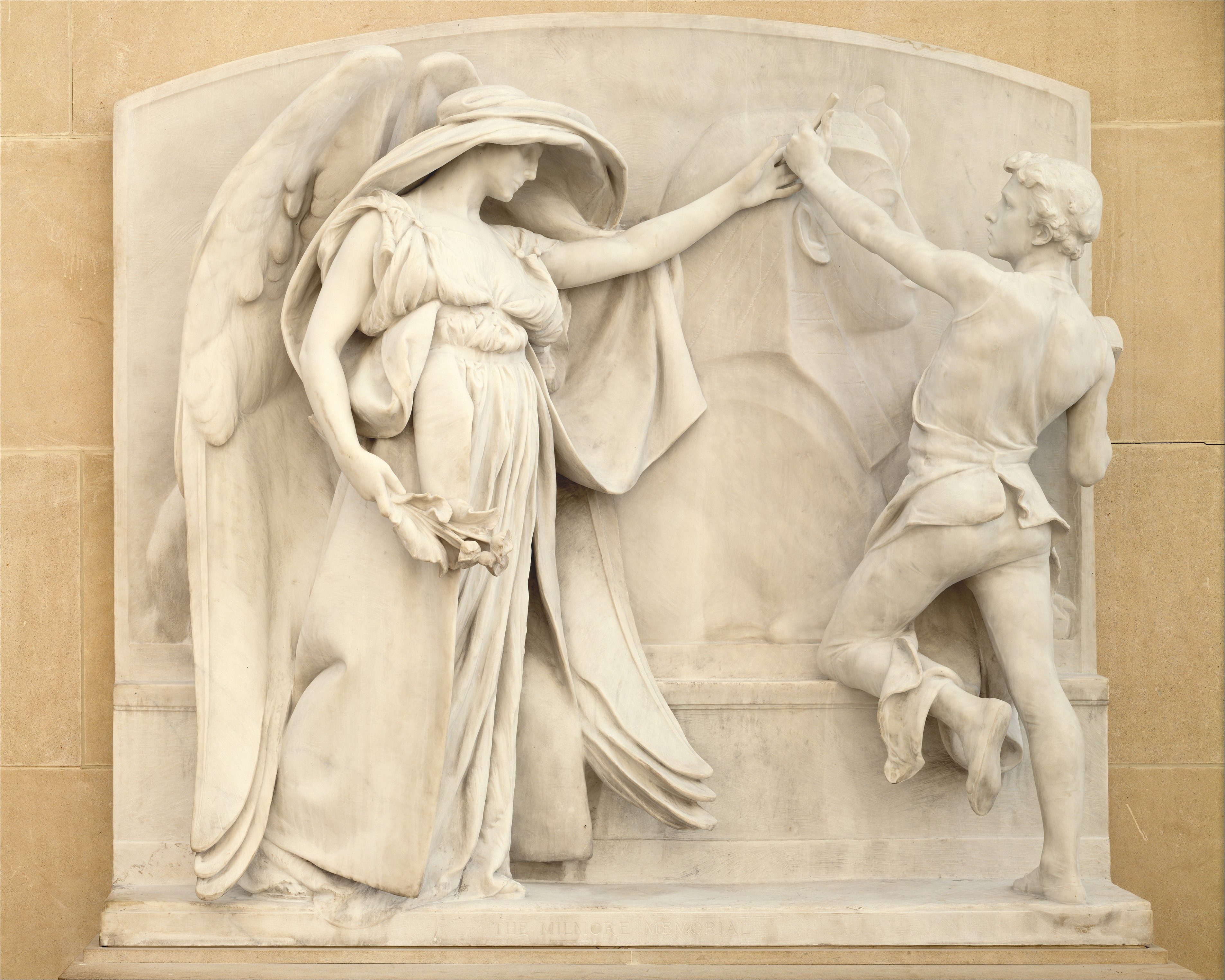
Ausführung in Marmor (2375 mm × 2553 mm × 826 mm) im Metropolitan Museum of Art

Die Arbeit wurde 1889 in Auftrag gegeben, um das Grab der Brüder Joseph (1841–1886), James und Martin Milmore (1844–1883) auf dem Forest-Hills-Friedhof in Jamaica Plain bei Boston zu schmücken. Die Milmore-Brüder waren 1851 aus Irland eingewandert. Joseph wurde Steinmetz und Martin Bildhauer. Sie arbeiteten bei Aufträgen häufig gemeinsam. Eines ihrer bekanntesten Werke ist das eines Sphinx aus Granit. Es stammt aus dem Jahr 1872 und befindet sich auf dem Mount-Auburn-Friedhof ebenfalls unweit von Boston.
Nachdem der Gipsabdruck des Milmore-Denkmals durch die Gießerei Gruet in Paris in Bronze gegossen worden war, wurde es in der französischen Hauptstadt ausgestellt, unter anderem im Salon du Champ-de-Mars. Es erhielt eine Ehrenmedaille. French und die Familie Milmore einigten sich darauf, vier weitere Abgüsse anfertigen zu lassen, die in Museen nach Chicago, Philadelphia, Boston und St. Louis gingen.
In der Zeit von 1921 bis 1926 wurde eine Replik des Werks geschaffen. Dabei handelt es sich um eine Marmor-Skulptur (Bild), die im Metropolitan Museum of Art (Met) in New York aufbewahrt wird.